# Rallye Neuseeland

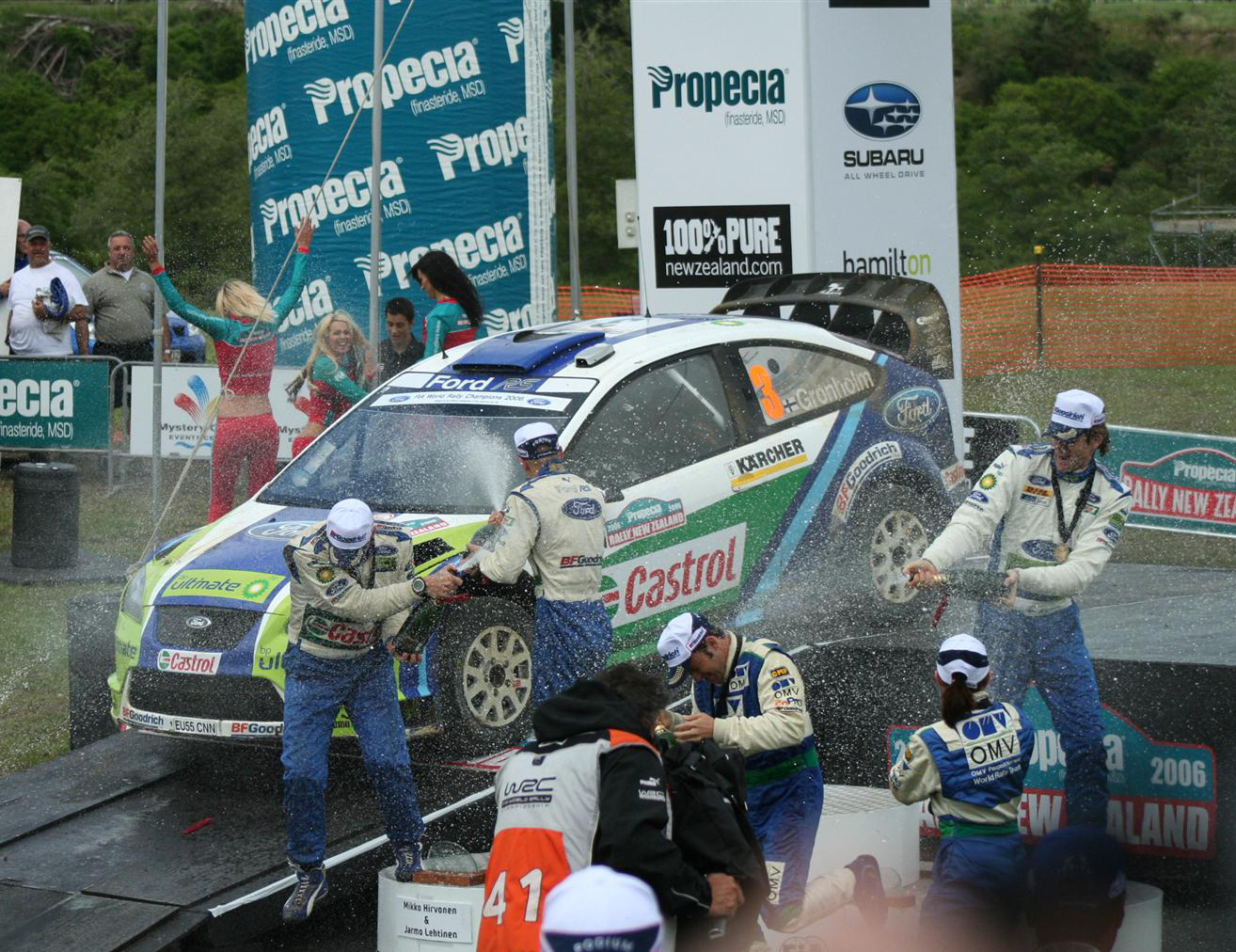
Marcus Grönholm, Mikko Hirvonen und Manfred Stohl nach der Rallye Neuseeland 2006

Die Rallye Neuseeland ist einer der 13 Läufe zur Rallye-Weltmeisterschaft. Sie ist die älteste auf der Südhalbkugel ausgetragene Rallye, die ein FIA-WM-Prädikat hat. Sie fand als Silver Fern Rally erstmals 1969 in Taupō statt, wurde im darauf folgenden Jahr unter demselben Namen nach Canterbury verlegt und kehrte 1971 als Heatway International Rally wieder auf die Nordinsel Neuseelands zurück. 1977 wurde sie erstmals mit WM-Status gefahren. Der häufigste Austragungsort war bisher Auckland, seit 2006 findet sie in Hamilton statt. Die Rallye Neuseeland führt größtenteils über schnelle Schotterwege mit großen Kurvenradien, entlang der Küste und durch Wälder. 2001 wurde sie von den Teams der WM zur Rallye des Jahres gewählt.

## Gesamtsieger
| Jahr  | Rallye                                 | Fahrer                                 | Beifahrer                              | Auto                                   |
| ----- | -------------------------------------- | -------------------------------------- | -------------------------------------- | -------------------------------------- |
| 19691 | 01. Silver Fern Rally                  | Grady Thompson                         | Rick Rimmer                            | Holden Monaro V8                       |
| 19701 | 02. Silver Fern Rally                  | Paul Adams                             | Don Fenwick                            | BMW 2002                               |
| 19711 | 03. Heatway Int. Motor Rally           | Bruce Hodgson                          | Mike Mitchell                          | Ford Lotus Cortina                     |
| 19721 | 04. Heatway Int. Motor Rally           | Andrew Cowan                           | Jim Scott                              | Mini 1275 GT                           |
| 19731 | 05. Heatway Int. Motor Rally           | Hannu Mikkola                          | Jim Porter                             | Ford Escort RS1600                     |
| 1974  | nicht ausgetragen aufgrund der Ölkrise | nicht ausgetragen aufgrund der Ölkrise | nicht ausgetragen aufgrund der Ölkrise | nicht ausgetragen aufgrund der Ölkrise |
| 19751 | 06. Heatway Int. Motor Rally           | Mike Marshall                          | Arthur McWatt                          | Ford Escort RS1800                     |
| 19761 | 07. Heatway Rally                      | Andrew Cowan                           | Jim Scott                              | Hillman Avenger                        |
| 1977  | 08. South Pacific Rally – New Zealand  | Fulvio Bacchelli                       | Francesco Rossetti                     | Fiat 131 Mirafiori Abarth              |
| 19781 | 09. Rallye Neuseeland                  | Russell Brookes                        | Chris Porter                           | Ford Escort RS1800                     |
| 1979  | 10. Rallye Neuseeland                  | Hannu Mikkola                          | Arne Hertz                             | Ford Escort RS1800                     |
| 1980  | 11. Rallye Neuseeland                  | Timo Salonen                           | Seppo Harjanne                         | Datsun 160J                            |
| 19811 | 12. Rallye Neuseeland                  | Jim Donald                             | Kevin Lancaster                        | Ford Escort RS1800                     |
| 1982  | 13. Rallye Neuseeland                  | Björn Waldegård                        | Hans Thorszelius                       | Toyota Celica 2000GT                   |
| 1983  | 14. Rallye Neuseeland                  | Walter Röhrl                           | Christian Geistdörfer                  | Lancia Rally 037                       |
| 1984  | 15. Rallye Neuseeland                  | Stig Blomqvist                         | Björn Cederberg                        | Audi quattro A2                        |
| 1985  | 16. Rallye Neuseeland                  | Timo Salonen                           | Seppo Harjanne                         | Peugeot 205 Turbo 16                   |
| 1986  | 17. Rallye Neuseeland                  | Juha Kankkunen                         | Juha Piironen                          | Peugeot 205 Turbo 16 E2                |
| 19872 | 18. Rallye Neuseeland                  | Franz Wittmann                         | Jörg Pattermann                        | Lancia Delta HF 4WD                    |
| 19882 | 19. Rallye Neuseeland                  | Sepp Haider                            | Ferdinand Hinterleitner                | Opel Kadett GSi 16V                    |
| 19892 | 20. Rallye Neuseeland                  | Ingvar Carlsson                        | Per Carlsson                           | Mazda 323 4WD                          |
| 1990  | 21. Rallye Neuseeland                  | Carlos Sainz                           | Luís Moya                              | Toyota Celica GT-Four                  |
| 1991  | 22. Rallye Neuseeland                  | Carlos Sainz                           | Luís Moya                              | Toyota Celica GT-Four                  |
| 1992  | 23. Rallye Neuseeland                  | Carlos Sainz                           | Luís Moya                              | Toyota Celica Turbo 4WD                |
| 1993  | 24. Rallye Neuseeland                  | Colin McRae                            | Derek Ringer                           | Subaru Legacy RS                       |
| 1994  | 25. Rallye Neuseeland                  | Colin McRae                            | Derek Ringer                           | Subaru Impreza 555                     |
| 1995  | 26. Rallye Neuseeland                  | Colin McRae                            | Derek Ringer                           | Subaru Impreza 555                     |
| 19961 | 27. Rallye Neuseeland                  | Richard Burns                          | Robert Reid                            | Mitsubishi Lancer Evo 3                |
| 1997  | 28. Rallye Neuseeland                  | Kenneth Eriksson                       | Staffan Parmander                      | Subaru Impreza 555                     |
| 1998  | 29. Rallye Neuseeland                  | Carlos Sainz                           | Luís Moya                              | Toyota Corolla WRC                     |
| 1999  | 30. Rallye Neuseeland                  | Tommi Mäkinen                          | Risto Mannisenmäki                     | Mitsubishi Lancer Evo 6                |
| 2000  | 31. Rallye Neuseeland                  | Marcus Grönholm                        | Timo Rautiainen                        | Peugeot 206 WRC                        |
| 2001  | 32. Rallye Neuseeland                  | Richard Burns                          | Robert Reid                            | Subaru Impreza WRC                     |
| 2002  | 33. Rallye Neuseeland                  | Marcus Grönholm                        | Timo Rautiainen                        | Peugeot 206 WRC                        |
| 2003  | 34. Rallye Neuseeland                  | Marcus Grönholm                        | Timo Rautiainen                        | Peugeot 206 WRC                        |
| 2004  | 35. Rallye Neuseeland                  | Petter Solberg                         | Phil Mills                             | Subaru Impreza WRC                     |
| 2005  | 36. Rallye Neuseeland                  | Sébastien Loeb                         | Daniel Elena                           | Citroën Xsara WRC                      |
| 2006  | 37. Rallye Neuseeland                  | Marcus Grönholm                        | Timo Rautiainen                        | Ford Focus WRC                         |
| 2007  | 38. Rallye Neuseeland                  | Marcus Grönholm                        | Timo Rautiainen                        | Ford Focus WRC                         |
| 2008  | 39. Rallye Neuseeland                  | Sébastien Loeb                         | Daniel Elena                           | Citroën C4 WRC                         |
| 2010  | 40. Rallye Neuseeland                  | Jari-Matti Latvala                     | Miikka Anttila                         | Ford Focus WRC                         |
| 20111 | 41. Rallye Neuseeland                  | Hayden Paddon                          | John Kennard                           | Ford Focus WRC                         |
| 2012  | 42. Rallye Neuseeland                  | Sébastien Loeb                         | Daniel Elena                           | Citroën DS3 WRC                        |
| 20171 | 43. Rallye Neuseeland                  | Hayden Paddon                          | John Kennard                           | Hyundai i20 WRC                        |
| 20181 | 44. Rallye Neuseeland                  | Hayden Paddon                          | John Kennard                           | Hyundai i20 WRC                        |
| 2022  | 45. Rallye Neuseeland                  | Kalle Rovanperä                        | Jonne Halttunen                        | Toyota GR Yaris Rally1                 |

1 Rallye hatte keinen WM-Status
2 Rallye war nicht Teil der Teamwertung

## Mehrfachsieger
| Siege | Fahrer          | Nat.                   | Jahre                        |
| ----- | --------------- | ---------------------- | ---------------------------- |
| 5     | Marcus Grönholm | Finnland               | 2000, 2002, 2003, 2006, 2007 |
| 4     | Carlos Sainz    | Spanien                | 1990, 1991, 1992, 1998       |
| 3     | Colin McRae     | Vereinigtes Konigreich | 1993, 1994, 1995             |
| 3     | Sébastien Loeb  | Frankreich             | 2005, 2008, 2012             |
| 2     | Andrew Cowan    | Vereinigtes Konigreich | 1972, 1976                   |
| 2     | Hannu Mikkola   | Finnland               | 1973, 1979                   |
| 2     | Timo Salonen    | Finnland               | 1980, 1985                   |
| 2     | Richard Burns   | Vereinigtes Konigreich | 1996, 2001                   |